# 黃有賢
黃有賢（1930年—2017年3月25日），原越南共和國空軍軍官，軍銜上校，曾擔任越南共和國空軍司令。

## 軍事生涯
黃有賢出身於1951年守德預備軍官學校的第一期“黎文悅”班。1952年，自願加入新成立的越南國軍中的空軍，在北非摩洛哥馬拉喀什（當時還是法國殖民地）的飛行學校（École de Pilotage）參加了第52F1期課程的學習。
1962年，黃有賢接替阮春荣，擔任越南共和國空軍司令。
1963年政變時，黃有賢正在大叻，沒有參與反對吳廷琰的軍官的會議。後來，從大叻回來的黃有賢上校被關押在總參謀部，空軍司令的職位則由政變派移交給了杜克梅上校。
1964年退伍轉爲民航飛行員。

## 逝世
2017年3月25日，黃有賢在美國加利福尼亞州逝世，享年87歲。